# Malá nad Hronom
Malá nad Hronom (bis 1948 slowakisch „Kičind“; ungarisch Kicsind) ist eine Gemeinde im Westen der Slowakei mit 381 Einwohnern (Stand 31. Dezember 2024), die zum Okres Nové Zámky, einem Kreis des Nitriansky kraj, gehört.

## Geographie
Die Gemeinde befindet sich im Hügelland Ipeľská pahorkatina innerhalb des slowakischen Donautieflands, am linken Ufer des unteren Hron. Das Ortszentrum liegt auf einer Höhe von 118 m n.m. und ist neun Kilometer von Štúrovo sowie 52 Kilometer von Nové Zámky entfernt.
Nachbargemeinden sind Kamenín im Norden, Kamenica nad Hronom im Osten und Südosten, Nána im Süden und Kamenný Most im Westen.

## Geschichte

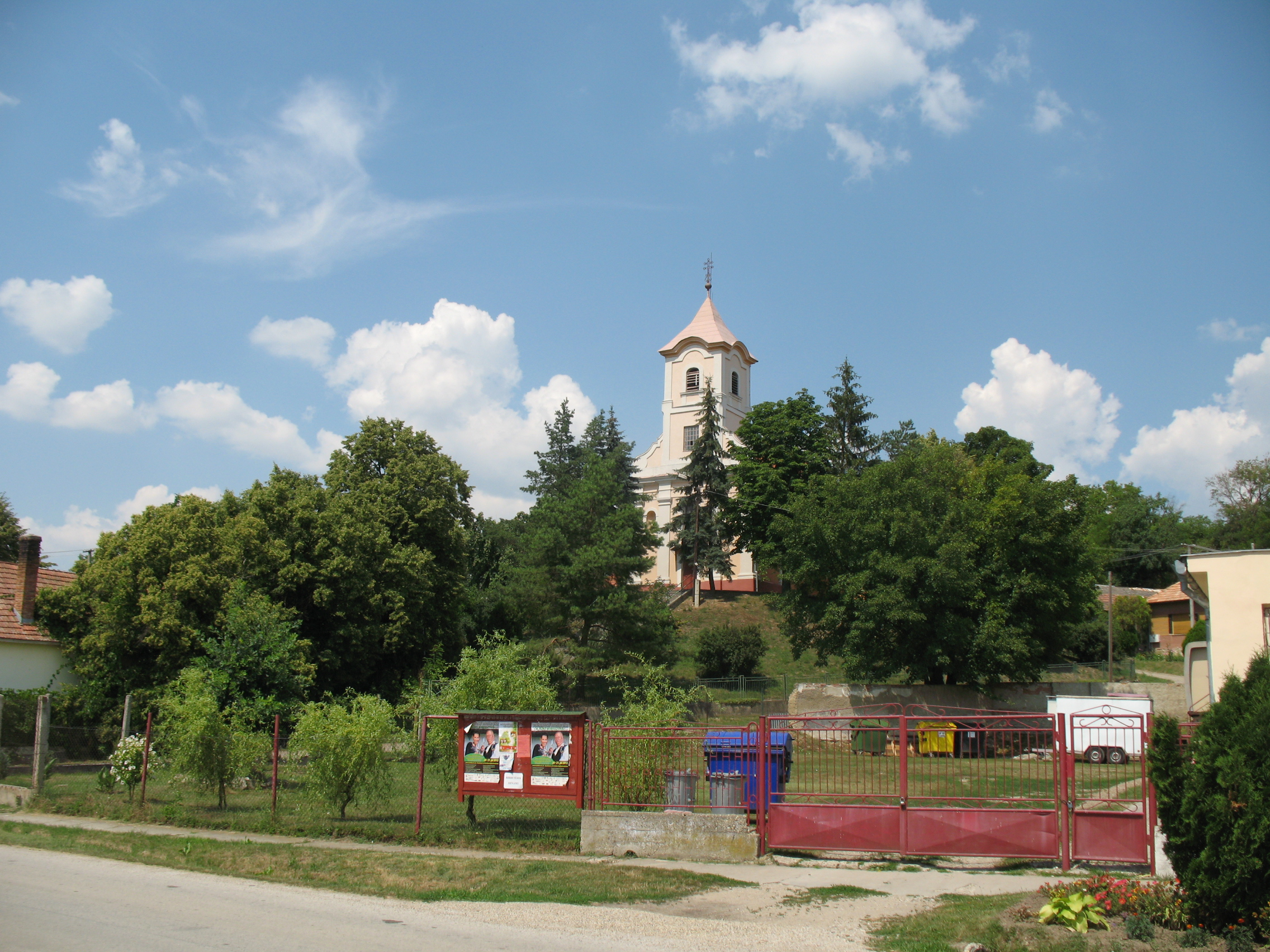
Kirche in Malá nad Hronom

Das Gemeindegebiet wurde in der Jungsteinzeit besiedelt, aus dieser Zeit stammen Überreste einer Siedlung der Linearbandkeramischen Kultur. Später gab es eine bronzezeitliche Grabstätte der nordpannonischen Kultur sowie Grabstätten aus der Jungbronze- und Hallstattzeit und eine slawische Siedlung.
Malá nad Hronom wurde zum ersten Mal 1523 als Kychyn schriftlich erwähnt. Ab 1613 war es Besitz des Graner Kapitels und des Tyrnauer Seminars. 1699 hatte die Ortschaft 80 Häuser und 376 Einwohner, 1828 zählte man 74 Häuser und 405 Einwohner.
Bis 1918/1919 gehörte der im Komitat Gran liegende Ort zum Königreich Ungarn und kam danach zur Tschechoslowakei beziehungsweise heute Slowakei. Auf Grund des Ersten Wiener Schiedsspruchs lag er 1938–1945 noch einmal in Ungarn. In den Schlusstagen des Zweiten Weltkriegs lag der Ort drei Monate lang an der Front und wurde beträchtlich beschädigt.

## Bevölkerung
| Jahr                | 1994 | 2004    | 2014    | 2024    |
| ------------------- | ---- | ------- | ------- | ------- |
| Anzahl der Personen | 421  | 409     | 373     | 381     |
| Unterschied         |      | −2,85 % | −8,80 % | +2,14 % |

| Jahr                | 2023 | 2024    |
| ------------------- | ---- | ------- |
| Anzahl der Personen | 384  | 381     |
| Unterschied         |      | −0,78 % |

Nach der Volkszählung 2011 wohnten in Malá nad Hronom 394 Einwohner, davon 349 Magyaren, 37 Slowaken und zwei Tschechen. Sechs Einwohner machten keine Angabe zur Ethnie.
365 Einwohner bekannten sich zur römisch-katholischen Kirche und drei Einwohner zur reformierten Kirche. Fünf Einwohner waren konfessionslos und bei 21 Einwohnern wurde die Konfession nicht ermittelt.

## Bauwerke und Denkmäler
- römisch-katholische Schutzengelkirche im klassizistischen Stil aus dem Jahr 1782[6]